# Баничански минерални води
Ба̀ничанските минера̀лни водѝ извират от два минерални извора в Неврокопската котловина, разположени в землището на село Баничан. Намират се на около 500 метра надморска височина, близо до пътя Гоце Делчев - Разлог. Водите извират сред квартернерни наслаги, по младоактивизирана разломна линия.
Общият дебит на Баничанските минерални води е около 10 литра в секунда, а температурата им е около 19 – 20 C. Водите им са бистри, без мирис или утайка. В химическо отношение водата е хидрокарбонатно-натриева и е с голямо флуорно съдържание. Използва се за лечение на болести, свързани с функционалните разстройства на нервната система.